# 688 (numero)
Seicentottantotto è il numero naturale dopo il 687 e prima del 689.

## Proprietà matematiche
- È un numero pari.
- È un numero composto con 10 divisori: 1, 2, 4, 8, 16, 43, 86, 172, 344, 688. Poiché la somma dei suoi divisori (escluso il numero stesso) è 676 < 688 è un numero difettivo.
- È un numero di Friedman nel sistema numerico decimale.
- È parte delle terne pitagoriche (688, 1290, 1462), (688, 1785, 1913), (688, 2709, 2795), (688, 3666, 3730), (688, 7380, 7412), (688, 14784, 14800), (688, 29580, 29588), (688, 59166, 59170), (688, 118335, 118337).
- È un numero palindromo nel sistema di numerazione posizionale a base 7 (2002) e in quello a base 12 (494).
- È un numero di Ulam.
- È un numero malvagio.

## Astronomia
- 688 Melanie è un asteroide della fascia principale del sistema solare.
- NGC 688 è una galassia spirale della costellazione del Triangolo.

## Astronautica
- Cosmos 688 è un satellite artificiale russo.

## Altri ambiti
- 688 Attack Sub è un videogioco di simulazione di guerra sottomarina.